# 1940 no Brasil
Esta é uma cronologia dos fatos acontecimentos de ano 1940 no Brasil.

## Incumbentes
- Presidente do Brasil - Getúlio Vargas (3 de novembro de 1930 - 29 de outubro de 1945)

## Eventos
- 1 de maio: Presidente Getúlio Vargas assina o decreto, que institui o salário mínimo no país.[1]
- 12 de maio: O Autódromo de Interlagos é inaugurado na cidade de São Paulo.
- 5 de junho: Presidente Getúlio Vargas aprova   ampla colaboração militar entre Brasil e Estados Unidos.
- 10 de junho: Segunda Guerra Mundial: O Brasil, ainda neutro, aceita encarregar-se dos interesses da Itália junto a Grã-Bretanha e colônias, o que desagrada os britânicos.
- 14 de junho: Segunda Guerra Mundial: Governo brasileiro divulga nota reafirmando o alinhamento do Brasil aos Estados Unidos e as nações americanas, e a sua neutralidade na guerra.
- 7 de dezembro: Código Penal: O presidente Getúlio Vargas decreta a Lei n° 2.848/40, sancionando o projeto do ministro Francisco Campos, que, porém, só entrou em vigor no dia 1° de janeiro de 1942.

## Nascimentos
- 7 de janeiro: Lady Francisco, atriz (m. 2019).
- 9 de janeiro: Milionário, cantor.
- 22 de fevereiro: Aracy Balabanian, atriz (m. 2023)
- 23 de junho: Sérgio Reis, cantor.
- 21 de julho: Marco Maciel, 22° vice-presidente do Brasil (m. 2021)
- 23 de setembro: Michel Temer, 37º Presidente do Brasil.
- 23 de outubro: Pelé, futebolista, conhecido como o "Rei do Futebol" (m. 2022)
- 31 de outubro: Walderez de Barros, atriz.
- 11 de novembro: Alexandre Garcia, Jornalista brasileiro.
- 31 de dezembro: José de Anchieta Fontana, futebolista (m. 1980).